# ジョージ・スペンサー (第4代マールバラ公)
第4代マールバラ公爵、ジョージ・スペンサー（英: George Spencer, 4th Duke of Marlborough, KG, PC FRS、1739年1月26日 - 1817年1月29日）は、イギリスの政治家、貴族。
1758年までブランドフォード侯爵の儀礼称号を使用した。

## 経歴
第3代マールバラ公爵チャールズ・スペンサーの長男として誕生。母はエリザベス・トレヴァー（Elizabeth Trevor）。1747年から1753年までイートン校に入学。1755年にコールドストリームガーズに少尉階級で入隊し、1756年には第20歩兵連隊の大尉に昇進。
1758年10月20日にマールバラ公爵位を継承した。1760年にオックスフォードシャー総督に就任。1762年にベッドフォード公爵家令嬢キャロライン・ラッセル嬢（Lady Caroline Russell）と結婚する。1762年から1763年にかけては宮内長官を務め、1762年に枢密顧問官（PC）に列する。1763年から1765年にかけては王璽尚書を務めた。
1768年にガーター勲章（KG）を受勲し、1786年に王立協会フェロー（FRS）となる。
1817年に死去。マールバラ公爵位は長男のジョージが継承した。

## 人物
はにかみ屋で落ち着きがなかったが、妻キャロラインのサポートのおかげで対人トラブルを起こすことはなかったという。
珍しい宝石の蒐集を趣味としており、膨大な数の宝石目録を作成した。それを製本にしてヨーロッパ各国の王室に贈呈している。また天体観測や計算も好きだった。一人でいるのが好きで居城のブレナム宮殿に籠っていることが多かったという。特に晩年の6年間は妻に先立たれたため、宮殿の一隅に閉じこもるようになった。
ブレナム宮殿の敷地の造園に熱心で、湖も作りなおした。そのために多額の費用がかかり、先祖伝来の美術品を売却した。
第4代クイーンズベリー公爵ウィリアム・ダグラスとウィンザーからロンドンまでの32キロのフットマン（馬車の伴走使用人）競争を行ったことがあった（フットマンが伴走する両公爵の乗る四頭馬車の競争）。この勝負はマールバラ公が勝利したものの、彼のフットマンはゴールで死んでしまった。この事故のせいか、この後フットマン競争は行われなくなった

## 栄典

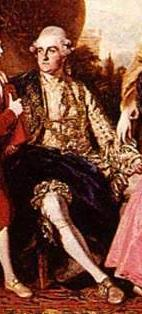
ジョシュア・レノルズ画のマールバラ公。

### 爵位
- 1758年、第4代マールバラ公爵（1702年創設イングランド貴族爵位）[1]
- 1758年、第4代ブランドフォード侯爵（1702年創設イングランド貴族爵位）[1]
- 1758年、第6代サンダーランド伯爵（1643年創設イングランド貴族爵位）[1]
- 1758年、第4代マールバラ伯爵（1689年創設イングランド貴族爵位）[1]
- 1758年、第8代ウォームレイトンのスペンサー男爵（1603年創設イングランド貴族爵位）[1]
- 1758年、第4代サンドリッジのチャーチル男爵（1685年創設イングランド貴族爵位）[1]

### 勲章
- 1762年、枢密顧問官（PC）[1]
- 1768年、ガーター勲章士（KG）[1]
- 1786年、王立協会フェロー（FRS）[1]

## 家族

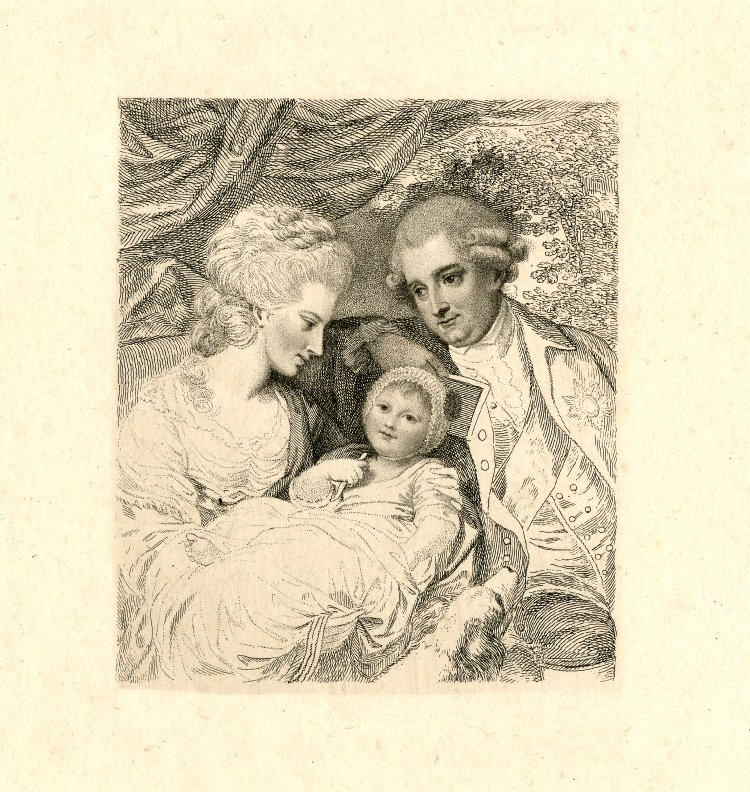
マールバラ公爵とキャロライン公爵夫人と次男フランシス卿のポートレート。

1762年に第4代ベッドフォード公爵の娘であるキャロライン・ラッセル嬢（Lady Caroline Russell）と結婚し、以下の7子を儲けた。
- 第1子（長女）キャロライン嬢（Lady Caroline）（1763年-1813年） ：第2代クリフデン子爵と結婚。
- 第2子（次女）エリザベス嬢（Lady Elizabeth）（1764年-1812年） ：ジョン・スペンサー（John Spencer）と結婚。
- 第3子（三女）シャーロット嬢（Lady Charlotte）（1769年-1802年） ：エドワード・ナレス（英語版）と結婚。
- 第4子（長男）第5代マールバラ公爵ジョージ（1766年-1840年） ：爵位を継承。
- 第5子（四女）アン嬢（Lady Anne）（1773年-1865年）第6代シャフツベリ伯爵（英語版）と結婚。
- 第6子（五女）アメリア・ソフィア嬢（Lady Amelia Sophia）（1774年-1829年）ヘンリー・ピトチェス・ボイス（Henry Pytches Boyce）と結婚。
- 第7子（次男）フランシス卿（1779年-1845年） ：初代チャーチル男爵に叙される。